# Hińczowa Zatoka

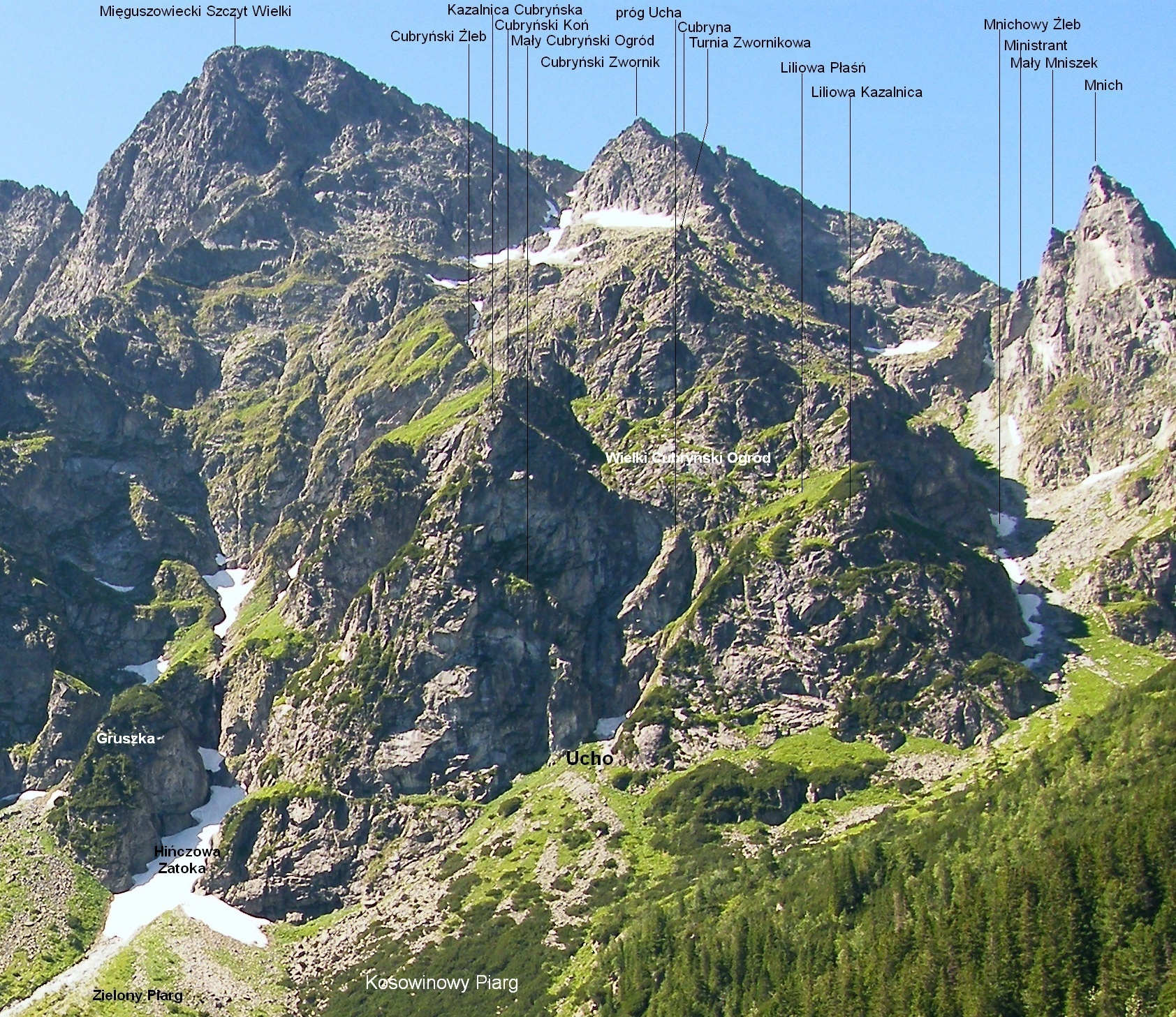
Topografia Turni Zwornikowej

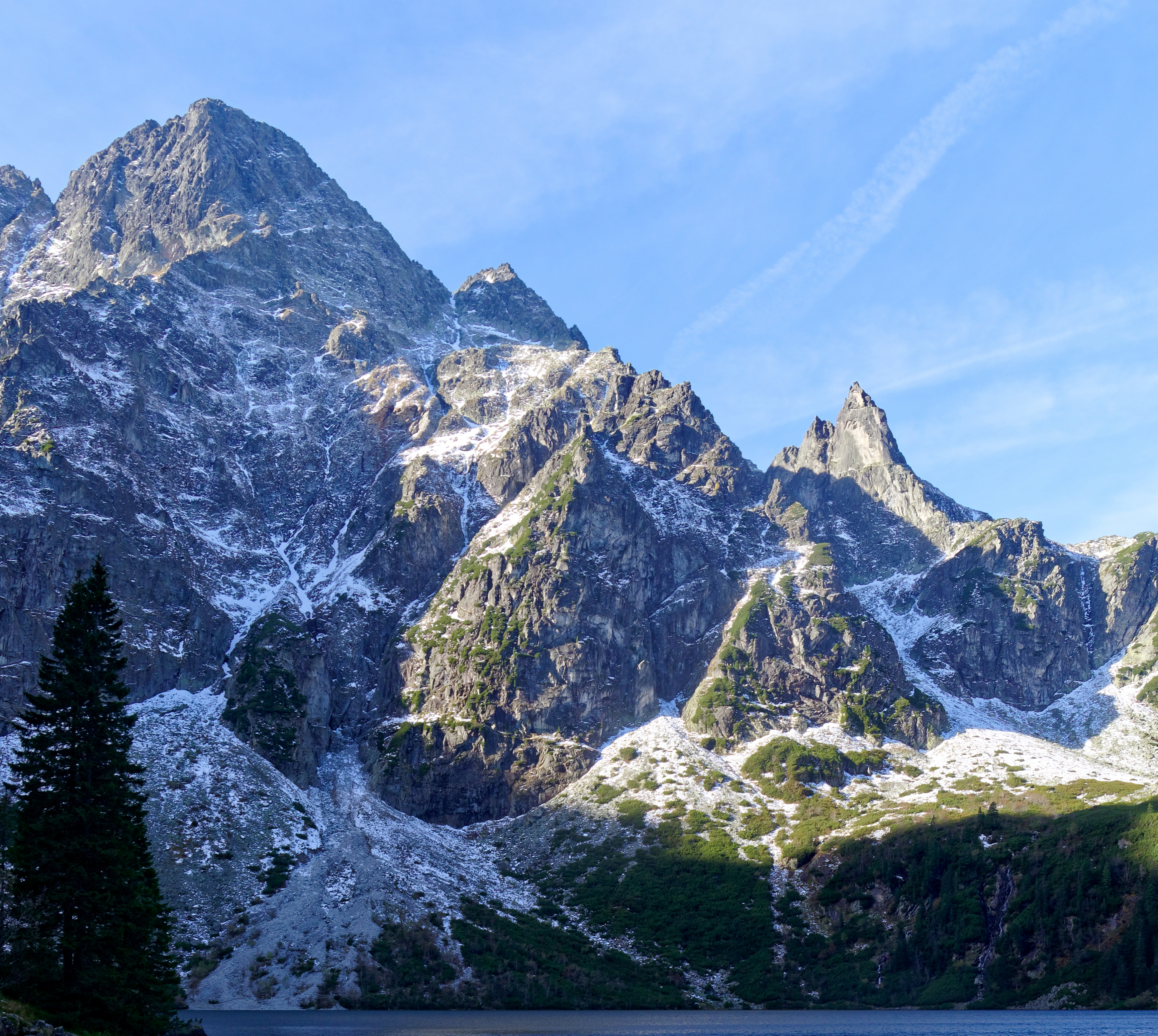
Hińczowa Zatoka widoczna na dole, po prawej stronie limby

Hińczowa Zatoka (niem. Hinzenbucht, słow. Hincova zátoka, węg. Hincói-öblözet) – skalna zatoka wcinająca się w skały masywu Cubryny nad Morskim Okiem, a dokładniej między orograficznie prawy filar Turni Zwornikowej i północny filar Mięguszowieckiego Szczytu Wielkiego. Znajduje się na górnym przedłużeniu wielkiego Zielonego Piargu. Po prawej stronie (patrząc od dołu) Hińczową Zatokę ogranicza najniższa część grzędy opadająca z Niżniej Galerii Cubryńskiej i ściana wschodniego filara Turni Zwornikowej, po lewej Gruszka, na wprost pionowy próg Małego Kotła Mięguszowieckiego o wysokości około 60 m. W zimie na progu tym powstają jedne z najdłuższych nad Morskim Okiem lodospadów. Są bardzo atrakcyjne dla wspinaczy lodowcowych, jednak ich użyteczność wspinaczkowa jest niewielka z powodu występującego prawie bez przerwy zagrożenia lawinowego. Na progu ma bowiem wylot wielki Cubryński Żleb, którym schodzą zarówno lawiny śnieżne, jak i kamienne. Latem na progu po większych opadach tworzy się ogromny wodospad. Stale osuwające się Cubryńskim Żlebem okruchy skalne spowodowały powstanie u jego wylotu wielkiego Zielonego Piargu. Miejsce to znane jest także ratownikom TOPR-u – do Hińczowej Zatoki czasami spadają turyści i taternicy.
Nazwę Hińczowej Zatoki wprowadził Władysław Cywiński w 8 tomie przewodnika „Tatry”.
Wieczny cień panujący w Hińczowej Zatoce oraz duże lawiny śnieżne powodują, że w Hińczowej Zatoce stale utrzymuje się Hińczowy Śnieżnik. Późnym latem, po częściowym stopieniu śniegu w Hińczowej Zatoce odsłania się skalny próg o wysokości do 15 m.
Z prawej strony Hińczowej Zatoki łatwo można wejść na poziomy zachód przecinający ścianę Kazalnicy Cubryńskiej.

## Drogi wspinaczkowe
Z Hińczowej Zatoki wychodzą dwie drogi wspinaczkowe. Punktem docelowym obydwu jest Przełączka za Turnią Zwornikową.
- Droga Wallischa; II w skali tatrzańskiej, czas przejścia 45 min.
- Cubryńskim Żlebem; II, w jednym miejscu II i IV. Droga na całej długości prowadzi ściśle dnem Cubryńskiego Żlebu[2].